# Florent Amodio
Florent Amodio (Sobral, Ceará, Brasil, 12 de maio de 1990) é um ex-patinador artístico brasileiro naturalizado francês. Ele foi campeão do Campeonato Europeu de 2011 e campeão por quatro vezes do Campeonato Francês.

## Vida pessoal
Florent Amodio nasceu em Sobral, Ceará, Brasil. Um casal francês o adotou ainda criança, junto com sua irmã. Ele foi criado em Fremainville, Val-d'Oise. Ele possui as cidadanias francesa e brasileira.
Em paralelo a sua carreira de patinador, Amodio está estudando para obter um diploma de treinador. Em 2012, ele estrelou o filme Programme Libre, no qual ele interpreta um patinador adolescente chamado Gauthier.

## Carreira
Amodio começou a patinar aos quatro anos de idade, treinado por Bernard Glesser. Aos 12, adoecido, ficou 18 meses parado. Porém retornou em 2004 e em 2005 representou a França pela primeira vez internacionalmente.
Em 2008 ele teve boas colocações no ISU Junior Grand Prix Final temporada de 2008/2009.
Na 2009 Rostelecom Cup, ficou na 9.ª colocação e perdeu o pódio por um ponto na 2009 Skate America ficando assim na 4.ª posição.
Amodio começou a temporada 2009-10 vencendo o "the French Masters". Este título permite-lhe ser selecionado pelo FFSG (Federação Francesa de esportes de gelo), para representar a França nos Jogos Olímpicos de Inverno em Fevereiro de 2010 em Vancouver.

## Programas
| Temporada | Programa livre | Patinação livre | Exibição                                                  |
| --------- | --- | --- | --------------------------------------------------------- |
| 2009-2010 | Trilha sonora de Munich de John Williams Papa Can You Hear Me? de Yentl                                                           | Amelie de Yann Tiersen Nocturne No 20 de Chopin aranjado por Re: Mind Orchestra Carrousel de Cirque du Soleil por Benoit Jutras        | She's Out Of My Life & Black or White por Michael Jackson |
| 2008-2009 | The Mask of Zorro Trilha sonora de James Horner Malaguena de Ernesto Lecuona Baghdad por J. Cook coreografado por Bernard Glesser | The Mission por Ennio Morricone Rockin Gysies por Willi e Lobo Bullfighter's Dream por Ottmar Liebert coreografado por Bernard Glesser |                                                           |

## Principais resultados

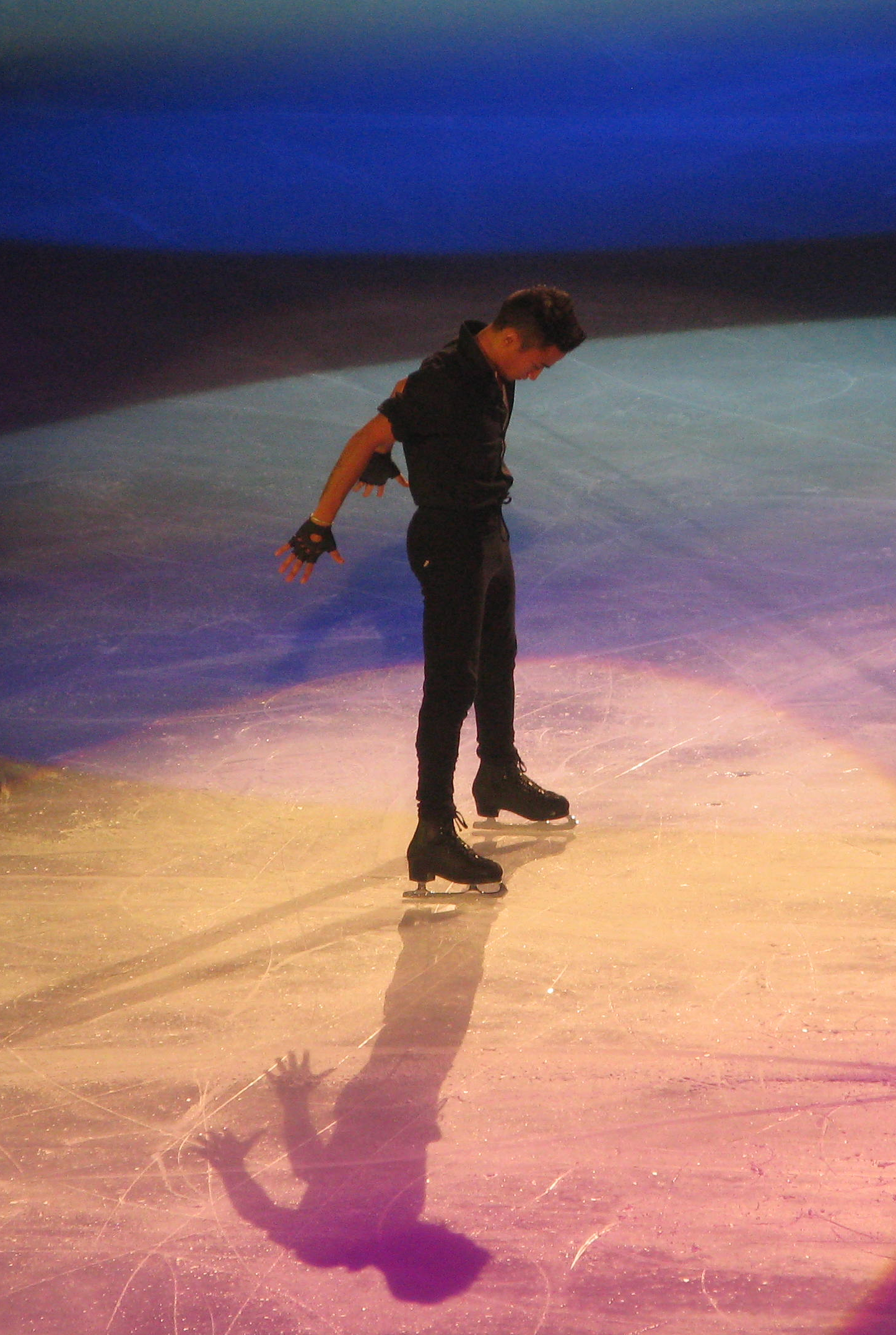
Florent Amodio na Bompard 2013.

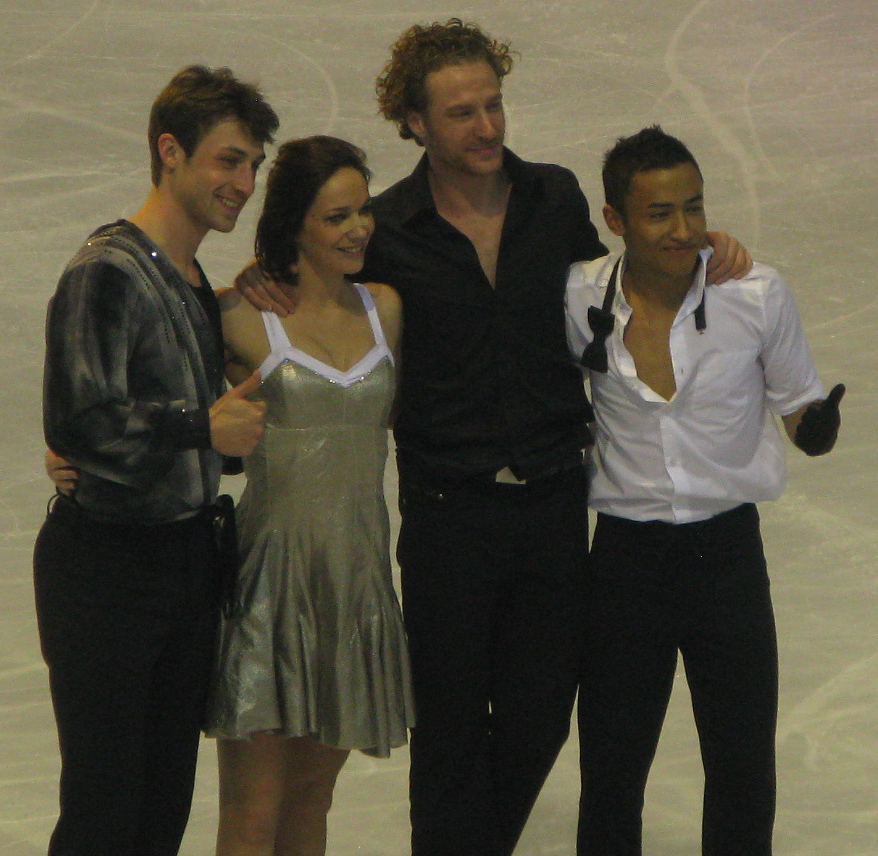
Florent com a equipe francesa em 2012.

| Resultados | Resultados        | Resultados        | Resultados       | Resultados       | Resultados        | Resultados      | Resultados        | Resultados        | Resultados        | Resultados      | Resultados      | Resultados       | Resultados    | Resultados    |
| Internacional | Internacional     | Internacional     | Internacional    | Internacional    | Internacional     | Internacional   | Internacional     | Internacional     | Internacional     | Internacional   | Internacional   | Internacional    | Internacional | Internacional |
| Evento/Temporada | 2004– 2005        | 2005– 2006        | 2006– 2007       | 2007– 2008       | 2008– 2009        | 2009– 2010      | 2010– 2011        | 2011– 2012        | 2012– 2013        | 2013– 2014      | 2014– 2015      | 2015– 2016       |               |               |
| --- | ----------------- | ----------------- | ---------------- | ---------------- | ----------------- | --------------- | ----------------- | ----------------- | ----------------- | --------------- | --------------- | ---------------- | ------------- | ------------- |
| Jogos Olímpicos |                   |                   |                  |                  |                   | 12.º            |                   |                   |                   | 18.º            |                 |                  |               |               |
| Campeonato Mundial |                   |                   |                  |                  |                   | 15.º            | 7.º               | 5.º               | 12.º              | WD              | 9.º             |                  |               |               |
| Campeonato Europeu |                   |                   |                  |                  |                   |                 | Medalha de ouro   | Medalha de bronze | Medalha de prata  | 13.º            | 9.º             | 4.º              |               |               |
| GP Grand Prix Final |                   |                   |                  |                  |                   |                 | 6.º               |                   |                   |                 |                 |                  |               |               |
| GP Cup of China |                   |                   |                  |                  |                   |                 |                   |                   |                   | 6.º             |                 |                  |               |               |
| GP NHK Trophy |                   |                   |                  |                  |                   |                 | Medalha de bronze |                   |                   |                 |                 |                  |               |               |
| GP Rostelecom Cup |                   |                   |                  |                  |                   | 9.º             |                   |                   |                   |                 |                 |                  |               |               |
| GP Skate America |                   |                   |                  |                  |                   | 4.º             |                   | 9.º               |                   |                 |                 | 11.º             |               |               |
| GP Skate Canada International |                   |                   |                  |                  |                   |                 |                   |                   | 4.º               |                 | 6.º             |                  |               |               |
| GP Trophée Éric Bompard |                   |                   |                  |                  |                   |                 | Medalha de prata  | 5.º               | Medalha de bronze | 7.º             | 11.º            |                  |               |               |
| CS Lombardia Trophy |                   |                   |                  |                  |                   |                 |                   |                   |                   |                 | 7.º             |                  |               |               |
| CS Nebelhorn Trophy |                   |                   |                  |                  |                   |                 |                   |                   |                   |                 |                 | 4.º              |               |               |
| International Challenge Cup |                   |                   |                  |                  |                   |                 |                   | WD                |                   |                 |                 |                  |               |               |
| Internacional – Júnior |                   |                   |                  |                  |                   |                 |                   |                   |                   |                 |                 |                  |               |               |
| Campeonato Mundial Júnior |                   |                   | 15.º             | 10.º             | 15.º              |                 |                   |                   |                   |                 |                 |                  |               |               |
| JGP JGP Final |                   |                   |                  |                  | Medalha de ouro   |                 |                   |                   |                   |                 |                 |                  |               |               |
| JGP JGP Andorra |                   | 11.º              |                  |                  |                   |                 |                   |                   |                   |                 |                 |                  |               |               |
| JGP JGP Estados Unidos |                   |                   |                  | 5.º              |                   |                 |                   |                   |                   |                 |                 |                  |               |               |
| JGP JGP Estônia |                   |                   |                  | 7.º              |                   |                 |                   |                   |                   |                 |                 |                  |               |               |
| JGP JGP França |                   |                   | 4.º              |                  | Medalha de bronze |                 |                   |                   |                   |                 |                 |                  |               |               |
| JGP JGP Polônia |                   | 15.º              |                  |                  |                   |                 |                   |                   |                   |                 |                 |                  |               |               |
| JGP JGP Reino Unido |                   |                   |                  |                  | Medalha de ouro   |                 |                   |                   |                   |                 |                 |                  |               |               |
| JGP JGP República Tcheca |                   |                   | 12.º             |                  |                   |                 |                   |                   |                   |                 |                 |                  |               |               |
| Nacional |                   |                   |                  |                  |                   |                 |                   |                   |                   |                 |                 |                  |               |               |
| Campeonato Francês |                   | 11.º              | 7.º              | 4.º              | Medalha de prata  | Medalha de ouro | Medalha de prata  | Medalha de prata  | Medalha de ouro   | Medalha de ouro | Medalha de ouro | Medalha de prata |               |               |
| Campeonato Francês – Júnior | 4.º               | 4.º               | Medalha de prata | Medalha de ouro  | Medalha de ouro   |                 |                   |                   |                   |                 |                 |                  |               |               |
| Campeonato Francês – Noviço | Medalha de bronze | Medalha de ouro   |                  |                  |                   |                 |                   |                   |                   |                 |                 |                  |               |               |
| Master's de Patinação |                   |                   |                  |                  |                   | Medalha de ouro | Medalha de prata  | Medalha de ouro   | Medalha de ouro   | Medalha de ouro |                 |                  |               |               |
| Master's de Patinação – Júnior |                   | Medalha de bronze | Medalha de prata | Medalha de prata | Medalha de ouro   |                 |                   |                   |                   |                 |                 |                  |               |               |
| Equipes |                   |                   |                  |                  |                   |                 |                   |                   |                   |                 |                 |                  |               |               |
| Jogos Olímpicos |                   |                   |                  |                  |                   |                 |                   |                   |                   | 6.º 6T/5P       |                 |                  |               |               |
| Troféu Mundial por Equipes |                   |                   |                  |                  | 4.º 4T/10P        |                 |                   | 4.º 4T/4P         |                   |                 | 6.º 6T/10P      |                  |               |               |
| Japan Open |                   |                   |                  |                  |                   |                 |                   | 2T/5P             |                   |                 |                 |                  |               |               |
| |                   |                   |                  |                  |                   |                 |                   |                   |                   |                 |                 |                  |               |               |
| Legenda: GP = Grand Prix; CS = Challenger Series; JGP = Grand Prix Júnior; WD = Abandonou; T = Posição da equipe; P = Posição individual; Competição não foi disputada nesta temporada |                   |                   |                  |                  |                   |                 |                   |                   |                   |                 |                 |                  |               |               |

### Pro-am
| Resultados                                             | Resultados | Resultados | Resultados | Resultados | Resultados | Resultados | Resultados | Resultados | Resultados | Resultados | Resultados | Resultados | Resultados |
| Equipes                                                | Equipes    | Equipes    | Equipes    | Equipes    | Equipes    | Equipes    | Equipes    | Equipes    | Equipes    | Equipes    | Equipes    | Equipes    | Equipes    |
| Evento/Temporada                                       | 2016– 2017 |            |            |            |            |            |            |            |            |            |            |            |            |
| ------------------------------------------------------ | ---------- | ---------- | ---------- | ---------- | ---------- | ---------- | ---------- | ---------- | ---------- | ---------- | ---------- | ---------- | ---------- |
| Japan Open                                             | 2T/6P      |            |            |            |            |            |            |            |            |            |            |            |            |
|                                                        |            |            |            |            |            |            |            |            |            |            |            |            |            |
| Legenda: T = Posição da equipe; P = Posição individual |            |            |            |            |            |            |            |            |            |            |            |            |            |